# Doru Sechelariu
Doru Sechelariu (n. 19 noiembrie 1992, Bacău) este un pilot de curse român, fiul fostului primar Dumitru Sechelariu.
A debutat în anul 2002 în karting, câștigând clasa Mini a Cupei Federaței Române de Automobilism și Karting. În anul 2005 a terminat pe locul 15 în clasa juniori a campionatului italian ICA.
În anii 2006 și 2007 a concurat în Formula Renault 1.6 în Belgia, iar în anul 2008 în Formula BMW în Marea Britanie.
În sezonul 2008 a concurat în Formula BMW Europa, pentru echipa Fortec Motorsport. La sfârșitul campionatului s-a aflat pe locul 15, câștigând puncte în 9 curse din 16. În sezonul 2009, a trecut la echipa FMS International și mai târziu la echipa Motaworld Racing, terminând campionatul pe locul 14.
În sezonul 2010, Sechelariu va concura în Seria GP3, pentru echipa Tech 1 Racing.

## Cariera în Motor Sport
| Sezon | Competiție | Echipa        | Puncte | Loc clasament general |
| ----- | ---------- | ------------- | ------ | --------------------- |
| 2010  | GP3 Series | Tech 1 Racing | 0      | -                     |